# People's Choice Awards 1977
La 3ª edizione dei People's Choice Awards si è svolta il 10 febbraio 1977 ed è stata trasmessa dalla CBS.
In seguito sono elencate le categorie. Il relativo vincitore è stato indicato in grassetto.

## Cinema

### Film preferito
- Qualcuno volò sul nido del cuculo (One Flew Over the Cuckoo's Nest), regia di Miloš Forman

### Attore cinematografico preferito
- John Wayne
- Jack Nicholson
- Robert Redford

### Attrice cinematografica preferita
- Barbra Streisand
- Faye Dunaway
- Liza Minnelli

## Televisione

### Serie televisiva drammatica preferita
- Starsky & Hutch
- Una famiglia americana (The Waltons)
- Il ricco e il povero (Rich Man, Poor Man)

### Serie televisiva commedia preferita
- Happy Days
- Arcibaldo (All in the Family)
- M*A*S*H

### Nuova serie televisiva preferita
- Charlie's Angels
- Alice
- La squadriglia delle pecore nere (Black Sheep Squadron)

### Programma di varietà preferito
- The Carol Burnett Show
- The Captain and Tennille
- Donny & Marie

### Programma televisivo "speciale" preferito
- Copertura dei Giochi della XXI Olimpiade di Montréal sulla ABC
- NBC: The First Fifty Years - A Closer Look
- The Bob Hope Special

### Attore televisivo preferito
- Telly Savalas
- Alan Alda
- Robert Blake

### Attrice televisiva preferita
- Mary Tyler Moore
- Carol Burnett
- Angie Dickinson

### Attore preferito in una nuova serie televisiva
- Robert Conrad – La squadriglia delle pecore nere (Black Sheep Squadron) (ex aequo)
- Dick Van Dyke – Van Dyke and Company (ex aequo)
- Tony Randall – L'impareggiabile giudice Franklin (The Tony Randall Show)

### Attrice preferita in una nuova serie televisiva
- Farrah Fawcett – Charlie's Angels
- Linda Lavin – Alice
- Nancy Walker – The Nancy Walker Show

## Musica

### Artista maschile preferito
- John Denver

### Artista femminile preferita
- Olivia Newton-John
- Marie Osmond
- Toni Tennille

### Canzone preferita
- Beth (Kiss), musica e testo di Peter Criss, Stan Penridge e Bob Ezrin (ex aequo)
- Disco Duck (Rick Dees), musica e testo di Rick Dees (ex aequo)
- Muskrat Love (Captain & Tennille), musica e testo di Willis Alan Ramsey

## Altri premi

### Intrattenitore preferito
- Bob Hope

### Intrattenitrice preferita
- Carol Burnett
- Barbra Streisand
- Mary Tyler Moore